# Jala Kendua
Jala Kendua è una suddivisione dell'India, classificata come census town, di 5.783 abitanti, situata nel distretto di Howrah, nello stato federato del Bengala Occidentale. In base al numero di abitanti la città rientra nella classe V (da 5.000 a 9.999 persone).

## Geografia fisica
La città è situata a 22° 32' 51 N e 88° 10' 57 E.

## Società

### Evoluzione demografica
Al censimento del 2001 la popolazione di Jala Kendua assommava a 5.783 persone, delle quali 2.843 maschi e 2.940 femmine. I bambini di età inferiore o uguale ai sei anni assommavano a 1.026, dei quali 512 maschi e 514 femmine. Infine, coloro che erano in grado di saper almeno leggere e scrivere erano 2.881, dei quali 1.597 maschi e 1.284 femmine.